# マスルール飛行場
マスルール飛行場（マスルールひこうじょう、英: Jacobabad Airbase）とは、パキスタン,カラチ近郊にあるパキスタン空軍の飛行場である。